# Leonard Sidney Woolf

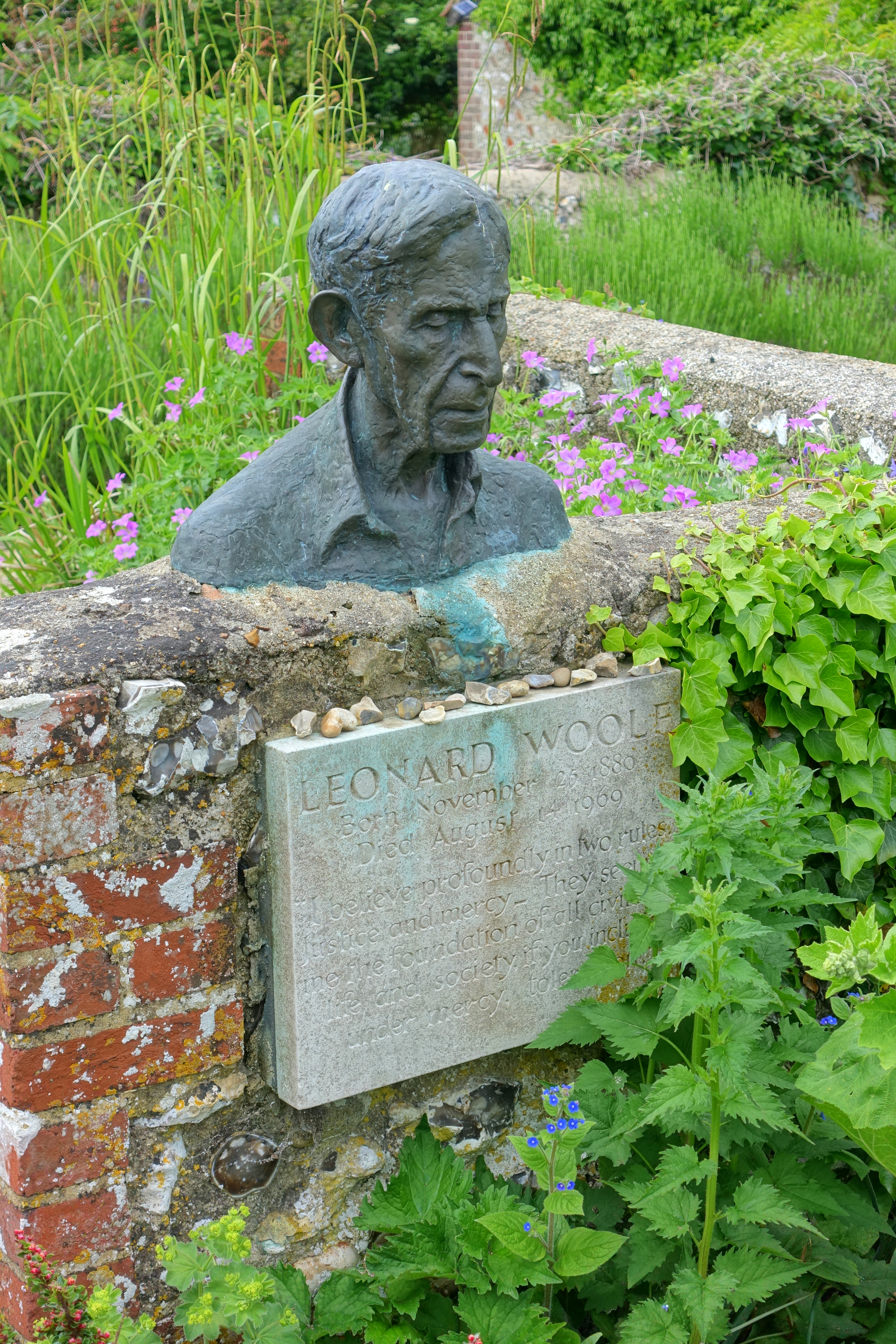
Leonard Woolfs Büste von Charlotte Hewer im Garten von Monk’s House, Rodmell, Sussex

Leonard Sidney Woolf (* 25. November 1880 in London; † 14. August 1969 in Rodmell, Sussex), bekannt als Leonard Woolf, war ein britischer Verleger, Autor und Publizist. Er gilt neben Woodrow Wilson als bedeutender Vertreter des liberalen Internationalismus, einer der Hauptströmungen innerhalb der Theorieentwicklung der Internationalen Beziehungen. Heute dominiert seine Rolle als Ehemann der Schriftstellerin Virginia Woolf die öffentliche Wahrnehmung.

## Leben und Werk

### Jugend
Leonard Woolf war das dritte von zehn Kindern des jüdischen Kronanwalts Sidney Woolf und seiner Ehefrau Marie, geb. de Jongh. Seine ältere Schwester Bella Sidney Woolf wurde ebenfalls Schriftstellerin. Von seinem Vater erbte er ein heftiges Temperament, ein nervöses Händezittern und eine gewisse Halsstarrigkeit. Als ihr Ehemann 1892 im Alter von 48 Jahren starb, musste die Mutter neun Kinder allein durchbringen. Sie entließ die Dienstboten und verkaufte das große Haus. Den zwölfjährigen Leonard schickte sie auf ein Internat in Brighton; von 1894 bis 1899 besuchte er dann die St. Paul’s School in London. In der Schule zeigte er ausgezeichnete Leistungen, unter anderem konnte er sein Leben lang Griechisch und Latein mit Leichtigkeit lesen. Nach seinen eigenen Angaben brach Leonard bereits als vierzehnjähriger Junge mit der Religion seiner Eltern, doch belegen seine eigenen Tagebücher, dass er auch später in die Synagoge ging. Das Verhältnis zu seiner Mutter war gespannt, unter anderem lud er sie nicht zu seiner Hochzeit ein.

### Studium in Cambridge

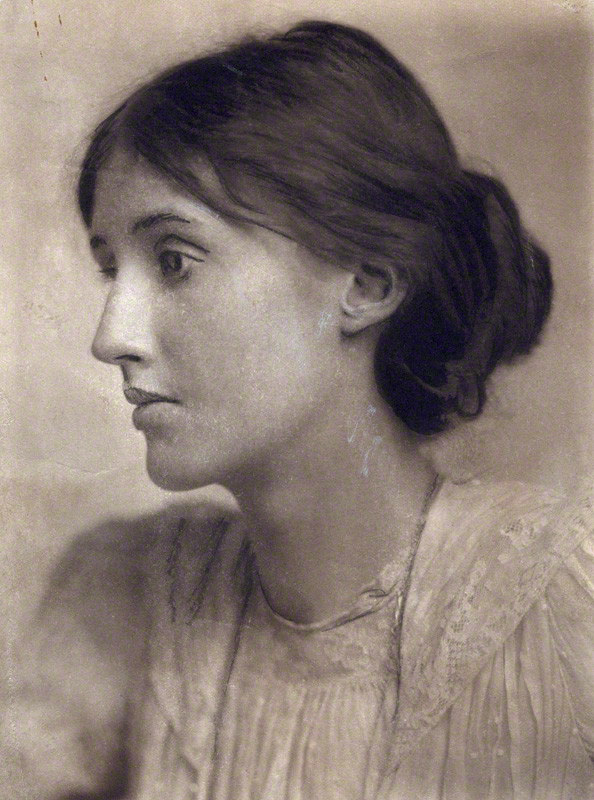
Porträt Virginia Woolf, 1902. Fotografie von George Charles Beresford

1899 erhielt Leonard Woolf ein Stipendium für das Trinity College, Cambridge, wo er bei den Cambridge Apostles aufgenommen wurde; andere „Apostel“ waren beispielsweise Lytton Strachey, Clive Bell, Desmond MacCarthy, Thoby Stephen (ein Bruder seiner späteren Ehefrau Virginia), John Maynard Keynes, E. M. Forster sowie Bertrand Russell. Dominiert wurde die Gruppe jedoch vom späteren Philosophie-Professor G. E. Moore, damals noch Dozent der Moralphilosophie am Trinity College. Die Mitglieder trafen sich bei Tag und Nacht und verbrachten häufig auch noch die Ferien miteinander. Zahlreiche Apostel stießen später zur Bloomsbury-Gruppe, die sich um Virginias Schwester Vanessa gebildet hatte (46 Gordon Square im Londoner Stadtteil Bloomsbury). Woolf erwarb 1902 einen B.A.-Abschluss, studierte aber noch ein fünftes Jahr, um sich auf die Aufnahmeprüfung für den öffentlichen Dienst vorzubereiten. In ihr schnitt er kläglich ab, weil er sich kaum vorbereitet hatte, sodass er nicht für einen Eliteposten etwa im Außenministerium in Frage kam.

### Statthalter der Regierung in Ceylon
Leonard Woolf wählte den Kolonialdienst. Im November 1904 begann er als Referendar (cadet) im öffentlichen Dienst Ceylons in Jaffna; nach einer Zwischenstation in Kandy 1907 stieg er bis August 1908 zum stellvertretenden Statthalter der Regierung in der Südprovinz auf, wo er den Bezirk Hambantota verwaltete. Damit war er für etwa 100 000 Menschen verantwortlich. Der Kolonialdienst hatte damals noch ein breites Tätigkeitsfeld, das von Straßenbau über Schulverwaltung, Kanalbau, Zollverwaltung, Gefängnisaufsicht, Polizeidienst und Justiz bis zur öffentlichen Wohlfahrt reichte. Woolf arbeitete rastlos, steigerte die Salzproduktion, leitete als Superintendent of Pearl Fisheries die jährlichen Perlenauktionen in Mannar, bekämpfte mit Erfolg die Rinderpest, sorgte für ein effektives Verwaltungshandeln, visitierte die Gefängnisse und führte den Pflug ein. Die einheimischen Angestellten behandelte er nach der Methode, die er bei einem erfahrenen Beamten des für seine Effektivität bekannten Indian Civil Service (ICS), F.H. Price, gelernt hatte: „Verwende nie zwei Worte für etwas, was du mit einem ausdrücken kannst“ und „99 von 100 Sachen lassen sich noch am gleichen Tag erledigen“. Als er das Prinzip, Korrespondenz noch am gleichen Tag zu beantworten, auch in Kandy bei den dortigen mehr als 100 Angestellten einführen wollte, hätte das fast einen „offenen Aufstand“ bedeutet; Verwaltungsakte wurden gewohnheitsgemäß erst nach Wochen und Monaten bearbeitet. „Das machte mich äußerst unbeliebt, und bei den Tamilen – später bei den Singhalesen – galt ich als ein sturer, rücksichtsloser Beamter.“ Nachdem die neue Arbeitsweise, an deren Durchsetzbarkeit keiner im Büro geglaubt hatte, erst einmal eingeführt worden war, erwies es sich – auch nach Aussage des einheimischen Bürovorstehers –, dass die Arbeitsbelastung für den einzelnen insgesamt geringer war als zuvor. Fortan führte er dieses Verfahren, das für eine rasche Bearbeitung im Sinn der antragstellenden, einheimischen Bevölkerung sorgte, an all seinen Arbeitsstätten ein.
Die Verhältnisse in den Gefängnissen, die Strafe des Auspeitschens und die Todesstrafe kritisierte er als barbarisch (barbarous), ekelhaft (disgusting) und vor allem als wirkungslos (inefficient). In den Verhandlungen mit den meist buddhistischen Singhalesen, mit denen er in seinen Amtsräumen täglich zu tun hatte, erhielt er, vor allem bei Scheidungssachen, wie kaum ein anderer Einblick in die Privatverhältnisse der Einheimischen, auch aus der Perspektive der Frauen. Im Lauf der Jahre litt er jedoch zunehmend unter der Ambivalenz zwischen seiner Stellung als white sahib – “a top dog liked by the underdogs” – und dem feudalen System des alten Königreichs Kandy, dem er skeptisch gegenüberstand (“the fuss and ceremonies of social systems … I do hate them”). Zwar schätzte er die traditionelle Harmonie der einheimischen Gesellschaft, wusste aber aufgrund seiner Erfahrung als magistrate – ein mit Rechtssachen betrauter Verwaltungsbeamter – um die Spannungen unter der Oberfläche. Seine Werke über die Jahre in Ceylon verraten in Themenwahl und Inhalt eine tiefe Zuneigung zur Landschaft und den Menschen des heutigen Sri Lankas.

### Rückkehr und Heirat

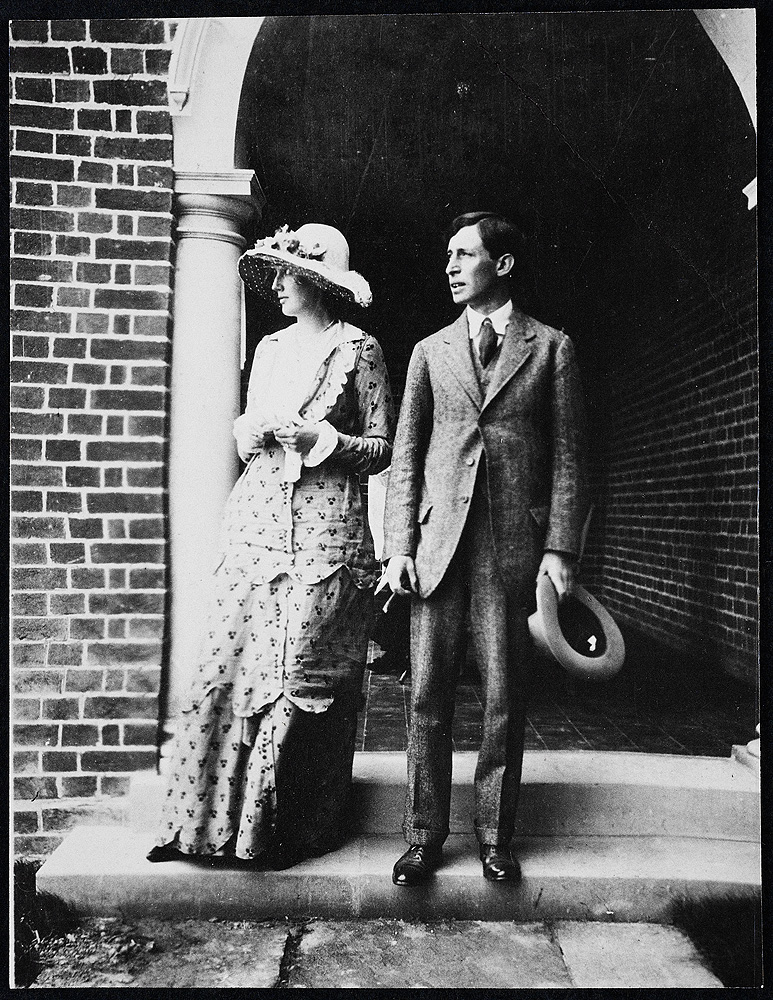
Verlobungsfoto 1912

Im Mai 1911 nahm Leonard Woolf ein Jahr Urlaub und kehrte nach England zurück. Er quittierte den öffentlichen Dienst im Mai 1912 und heiratete am 10. August Virginia Stephen, die später unter dem Ehenamen Woolf als Schriftstellerin weltbekannt werden sollte. Zum Zeitpunkt der Heirat war sie 30 und er 31 Jahre alt. Nach der Hochzeitsreise bezogen die beiden einige Zimmer in einem Gasthaus in einer Seitenstraße der Fleet Street. Sie hatten beschlossen, als freie Schriftsteller zu leben: Virginia arbeitete an ihrem ersten Roman, Leonard an The Village in the Jungle, in dem er seine Erfahrungen im Kolonialdienst verarbeitete. Das Werk wurde von der Kritik gut aufgenommen und später mehrfach nachgedruckt.

### Leben mit Virginia
Da seine Frau unter einer phasenweise auftretenden psychischen Störung mit Depressionen und Wahnvorstellungen litt, widmete Leonard ihrer Pflege viel Zeit, wenn ein neuer Krankheitsschub einsetzte. Knapp ein Jahr nach ihrer Eheschließung unternahm sie ihren ersten Selbstmordversuch. Nachdem sie sich erholt hatte, zogen die Eheleute nach Richmond, wo sie von 1914 bis 1924 wohnten. Im Frühjahr 1915 erlitt Virginia einen zweiten Nervenzusammenbruch. Leonard arbeitete für sie einen Lebensführungsplan aus, der gute Ernährung und viel Ruhe vorsah. Er verordnete ihr feste Liegezeiten, schränkte Besuche ein und führte sogar über ihre Periode Buch. Diese Maßnahmen sind später von Feministinnen vehement kritisiert worden, andererseits erlebte Virginia in den nächsten 24 Jahren keine Krise mehr, die mit der von 1913 bis 1915 vergleichbar gewesen wäre. Unter dem strengen Regime ihres Ehemannes war Virginia in dieser Zeit überaus produktiv und kreativ. Zu den Rätseln ihrer Ehe gehören ihre häufigen antisemitischen Ausfälle, die er anscheinend still ertragen hat.

### Eigene Romane und Arbeiten zur Politik
Das zweite Buch The Wise Virgins ist von Interesse, weil die beiden Hauptakteure Leonard und Virginia sind (sie schrieb mit Night and Day ein Gegenstück dazu). In einem Rhythmus von etwa zwei Jahren folgten weitere Werke. Leonard wurde Mitglied der Labour Party sowie der Fabian Society und lieferte dem New Statesman regelmäßig Beiträge. Außerdem war er als Redakteur und freier Mitarbeiter für andere Zeitschriften und Zeitungen tätig. Als 1916 im Rahmen des Ersten Weltkriegs die Wehrpflicht eingeführt wurde, wurde Woolf als untauglich ausgemustert. In diesem Jahr schlug er in dem Buch International Government eine Organisation vor, die den Weltfrieden durchsetzen sollte. Die hier vertretenen Ideen wurden praktisch unverändert zur Grundlage der britischen Politik bei der Gründung des Völkerbunds. Auch die US-amerikanische Delegation bei der Versailler Friedenskonferenz erhielt sein Buch von britischer Seite überreicht. Mit Empire and Commerce in Africa verfasste er 1920 eine Kritik der Kolonialpolitik. 1922 kandidierte Leonard Woolf ohne viel Erfolg fürs Parlament; er erhielt nur zwölf Prozent der Stimmen. Vor allem durch die immensen Kosten im Zusammenhang mit Virginias Krankheit war das Ehepaar jedoch in dieser Zeit nicht in der Lage, von der schriftstellerischen und journalistischen Arbeit zu leben, und musste das Vermögen angreifen, das Virginia mit in die Ehe gebracht hatte.

### Hogarth Press

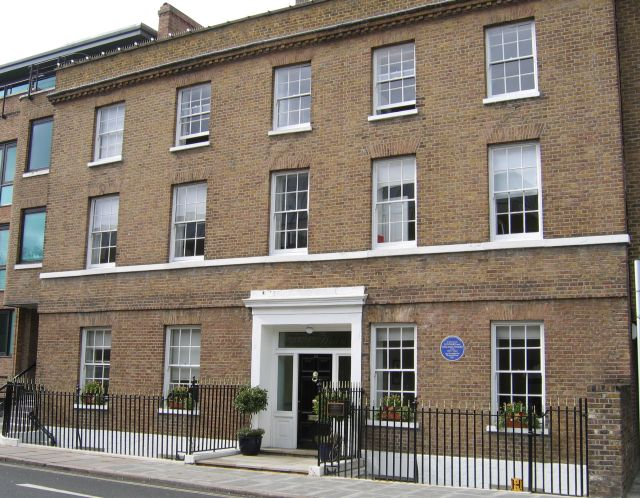
Hogarth House, 34 Paradise Road, Richmond, London. In den beiden obersten Stockwerken lebten die Woolfs bis 1924. Das Erdgeschoss war an eine Anwaltskanzlei vermietet, im Keller war der nach diesem Haus benannte Verlag untergebracht.

Im Jahr 1917 kauften die Woolfs eine kleine handbetriebene Druckerpresse, Grundlage für den berühmten Verlag Hogarth Press. Leonard Woolf hat immer abgestritten, dass er den Verlag als Arbeitstherapie für seine Frau geplant hat, aber die Idee entstand 1915 während ihrer längsten Depression. Das erste Projekt war ein 34-seitiges Heft mit dem Titel Two Stories, mit je einem Beitrag des Ehepaares, von Hand gesetzt, gedruckt und gebunden. Virginia Woolf wurde die Lektorin des Verlags, Leonard der Kaufmann. Hogarth Press wurde zum bedeutendsten Verlag russischer Schriftsteller in englischer Sprache, darunter Tschechow, Tolstoi und Dostojewski, verlegte aber auch die Werke von Sigmund Freud und Rainer Maria Rilke. Seinen legendären Ruf erwarb sich Hogarth Press durch die Entdeckung unbekannter Talente. So erschien hier 1923 eines der wichtigsten Werke der Literatur im 20. Jahrhundert, T. S. Eliots monumentales Gedicht The Waste Land. Vor allem aber druckte Hogarth Press Virginia Woolfs eigene Werke, was ihr eine große künstlerische Freiheit gewährte, in ihren eigenen Worten: „Ich bin die einzige Frau in England, der es freisteht zu schreiben, was sie will. Die anderen müssen an Serien und Auflagen denken.“ Im März 1938 übergab Virginia Woolf ihre Verlagsanteile an den Schriftsteller John Lehmann, mit dem Leonard Woolf bis zum Jahr 1946 zusammenarbeitete; danach wurde Hogarth Press ein Subunternehmen von Chatto & Windus.

### Arbeit als Redakteur und Berater
1919 wurde Woolf Herausgeber der International Review und Redakteur der internationalen Sektion von Contemporary Review (1920–1922). 1923 wurde er Literaturredakteur von Nation auf einer Teilzeitstelle von zweieinhalb Tagen. Mit dem regelmäßigen Einkommen von 500 Pfund im Jahr konnten die Woolfs ihren Lebensunterhalt aus den laufenden Einkünften bestreiten. 1930, nachdem sie durch den Erfolg von Virginias Büchern finanziell unabhängig geworden waren, gab er diese Stellung auf. Leonard konzentrierte sich auf seine Arbeit an After the Deluge, wobei er sich mit der Sintflut auf den Ersten Weltkrieg bezog. Das Buch erhielt gemischte Rezensionen. 1939 veröffentlichte er drei Bücher zur wachsenden Kriegsgefahr, darunter Barbarians at the Gate. Demnach drohte die größte Gefahr nicht von Diktatoren wie Hitler oder Mussolini, sondern von den kapitalistischen Systemen in Großbritannien und Frankreich und der Unterdrückung der Freiheit in der Sowjetunion. So sehr Leonard Woolf sich in den ersten Punkten irrte, so war er doch einer der ersten britischen Sozialisten, die Stalin verdammten. Der Arbeiterpartei diente er als Berater in Komitees, die sich mit internationalen und kolonialen Fragen beschäftigten.

### Zweiter Weltkrieg und Virginias Selbsttötung

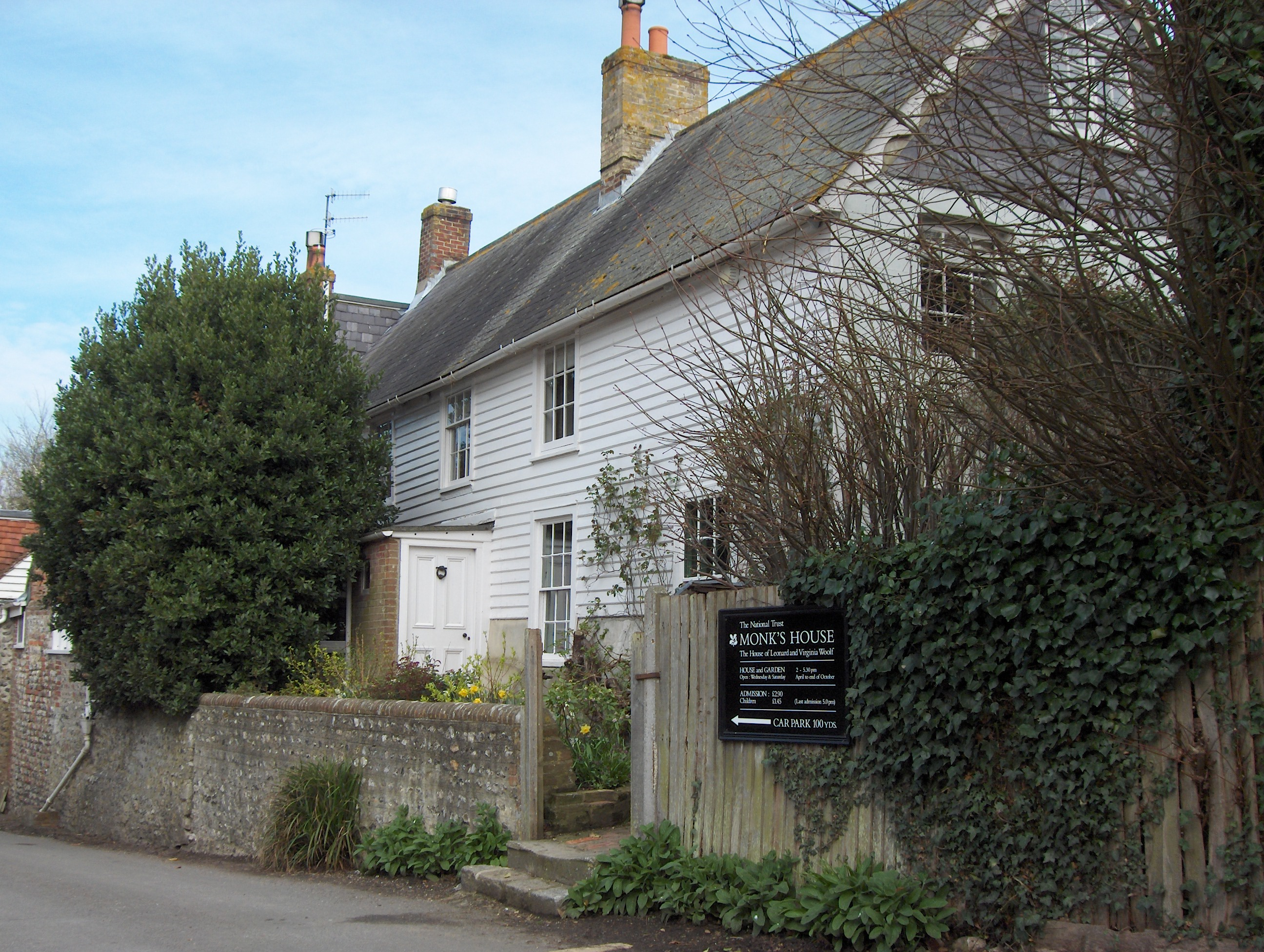
Vorderansicht von Monk’s House

Von 1924 bis 1939 lebten die Woolfs in Nummer 52 am Tavistock Square in London, danach in 37 Mecklenburgh Square. Von Anfang an hatten sie sich aber auch einen zweiten Wohnsitz in Sussex gehalten, von 1912 bis 1919 in Asheham, ab 1919 Monk’s House in Rodmell. In den 30er-Jahren verbrachten sie hier etwa ein Drittel ihrer Zeit. 1927 kaufte Leonard sich das erste Auto und ab 1927 fuhren die Woolfs regelmäßig ins Ausland. Davon abgesehen behielten sie jedoch ihren eher bescheidenen Lebensstil bei.
Zu Beginn des Zweiten Weltkriegs verlegten die Woolfs ihren Hauptwohnsitz nach Monk’s House, aber auch hier kam es ständig zu Fliegeralarmen. Für den Fall einer deutschen Invasion bereiteten sie ihren gemeinsamen Suizid vor. Auch die Beschaffung von Lebensmitteln wurde immer schwieriger, sodass die beiden Prämissen, auf denen Leonards Lebensführungsplan für Virginia Woolf beruhte – Ruhe und gute Ernährung –, in Gefahr gerieten. Im März 1941 stellten sich die befürchteten Depressionen ein, und am 28. März ertränkte sie sich im nahe gelegenen Fluss Ouse.

### Rückblick aufs Leben

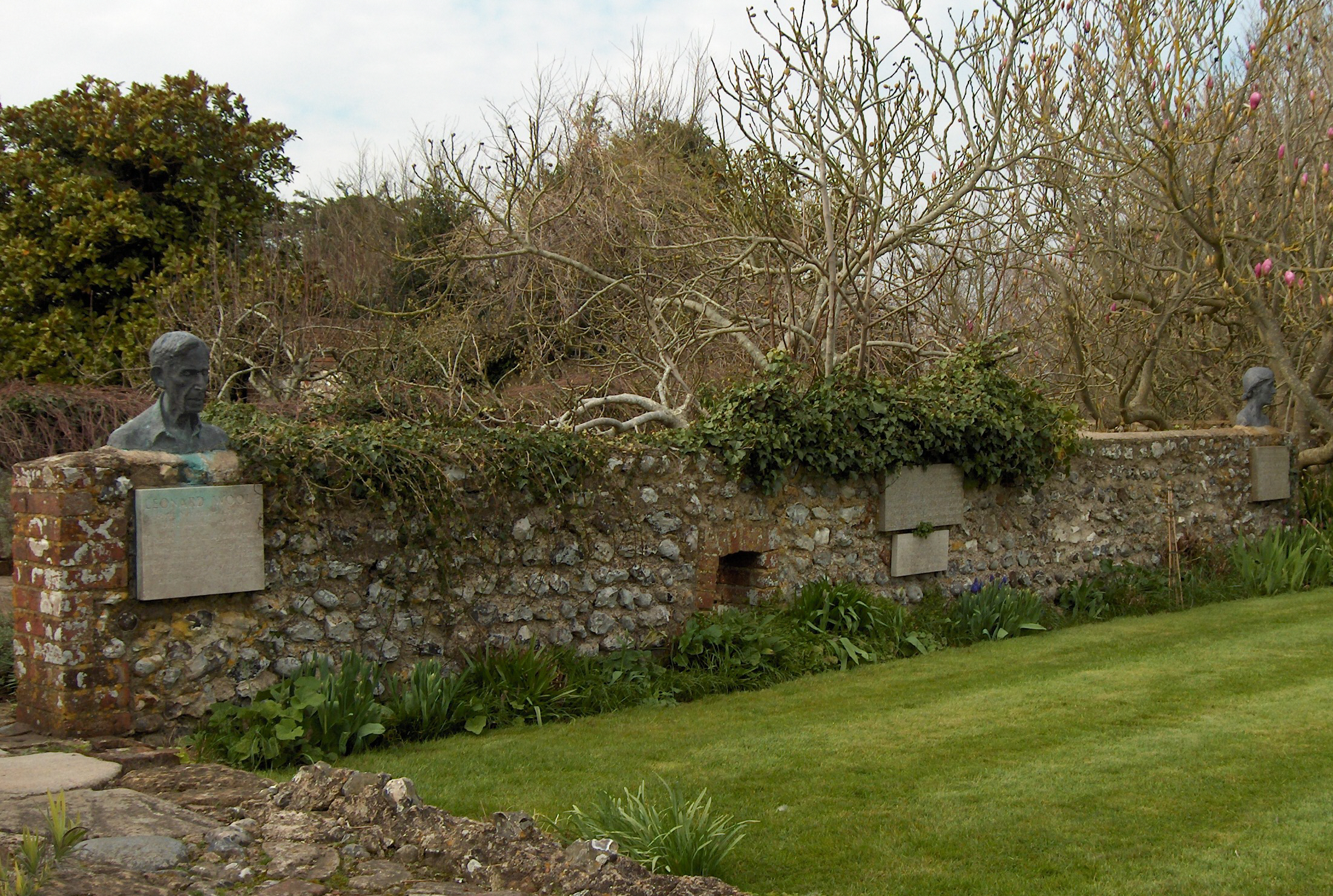
Monk’s House: Garten mit den Büsten und Gedenktafeln der Woolfs

Leonard Woolf war zu diesem Zeitpunkt 60 Jahre alt. In den folgenden 19 Jahren schrieb er nur ein einziges Buch, Principia Politica, während er, als seine Frau noch lebte, 17 Bücher geschrieben hatte. 1953 begann er mit der Arbeit an seiner Autobiografie, unterbrach sie aber mehrfach, bevor 1960 der erste Band erschien. Bis zum Ende seines Lebens widmete er die meiste Zeit diesem Projekt, das von vielen für sein bedeutendstes Werk gehalten wird.
Leonard Woolf starb am 14. August 1969 nach einem hohen Fieber im Alter von 88 Jahren. Seine Urne wurde unter einer Ulme im Garten von Monk’s House neben dem Grab seiner Frau beigesetzt. Büsten von Virginia Woolf und Leonard Woolf sowie Gedenktafeln erinnern an das außergewöhnliche Schriftsteller- und Verlegerehepaar. Der Nachlass wird von der University of Sussex betreut.

## Zitat
„Ich weiß, dass ich Dein Leben ruiniere, dass Du ohne mich arbeiten könntest. Und das wirst Du auch, ich weiß es. Du siehst, nicht mal das hier kann ich ordentlich schreiben. Ich kann nicht lesen. Was ich sagen möchte, ist, dass ich alles Glück in meinem Leben Dir verdanke.“

## Leonard Woolfs Bücher
Die nachfolgenden Bücher sind in englischer Sprache erschienen:
- The Village in the Jungle (1913)
- The Wise Virgins (1914)
- International Government (1916)
- Cooperation and the Future of Industry (1918)
- Economic Imperialism (1920)
- Empire and Commerce in Africa (1920)
- Socialism and Co-operation (1921)
- Fear and Politics (1925)
- Essays on Literature, History, Politics (1927)
- Hunting the Highbrow (1927)
- Imperialism and Civilization (1928)
- After the Deluge (Principia Politica), 3 Bände. (1931, 1939, 1953)
- Quack! Quack! (1935)
- The League and Abyssinia (1936)
- Barbarians At The Gate (1939)
- The War for Peace (1940)
- A Calendar of Consolation (ausgewählt von Leonard Woolf, 1967)

In deutscher Übersetzung erschien:
- Ein Dorf im Djungel. Übersetzt von Ludwig W. Weddige. Der Bücherkreis, Berlin 1930.
  - als Fischer Taschenbuch mit neuem Titel und einer Einleitung von Hans-Jürgen Heinrichs und einem Nachwort von Traugott König, Das Dorf im Dschungel, Frankfurt am Main 1985, ISBN 3-596-25849-9.

Die Autobiografie
Sofern nicht anders angegeben, sind die nachfolgenden Bücher in englischer Sprache erschienen:
- Sowing (1960)
- Growing (1961)
- Ceylon Diaries (1963)
- Beginning Again (1964)
- Downhill all the Way (1967)
- The Journey not the Arrival Matters (1969)
- Mein Leben mit Virginia. Erinnerungen (deutsch, hrsg. von Friederike Groth). 6. Aufl., Fischer-Taschenbuch-Verl., Frankfurt am Main 2003 (= Fischer-Taschenbücher; 5686), ISBN 3-596-25686-0. (Anmerkung: Das Buch konzentriert sich auf die gemeinsame Zeit der Ehe, beschränkt sich aber nicht darauf. Sehr persönliche Betrachtungen zu Virginia Woolf aus nächster Nähe.)

## Sekundärliteratur
- Victoria Glendinning: Leonard Woolf. A Life. Simon & Schuster, London 2006, ISBN 978-0-7432-2030-9. (engl.; Biographie)
- Hermione Lee: Virginia Woolf. Ein Leben. Fischer-Taschenbuch-Verl., Frankfurt am Main 2006, ISBN 978-3-596-17374-7. (dt. Übers.; engl. Originaltitel: Virginia Woolf) (Anmerkung: Darin sind auch ausführliche Schilderungen von Leonard Woolfs Leben enthalten.)
- George Spater, Ian Parsons: A marriage of true minds. Mit einem Nachwort von Quentin Bell. Jonathan Cape Ltd./The Hogarth Press, London 1977.(Anmerkung: George Spater katalogisierte das Woolf-Archiv. Ian Parsons war Freund und, nach der Fusion der Hogarth Press mit Chatto & Windus, auch Geschäftspartner Leonard Woolfs.)
  - Deutsche Ausgabe: George Spater, Ian Parsons: Porträt einer ungewöhnlichen Ehe. Virginia & Leonard Woolf. Aus dem Englischen übersetzt von Barbara Scriba-Sethe. Mit einem Vorwort von Quentin Bell. Überarbeitete Neuausgabe. Fischer Taschenbuch Verlag, Frankfurt am Main 2002 (= Fischer; 13445), ISBN 3-596-13445-5.
- Peter Wilson: The International Theory of Leonard Woolf. A Study in Twentieth-Century Idealism. Palgrave Macmillan, 2003, ISBN 978-0-312-29473-1.
- Helmut Winter: Virginia und Leonard Woolf. Rowohlt • Berlin Verlag, Berlin 1999, ISBN 3-87134-352-8.